# Marksuhl
Marksuhl est une ancienne commune allemande de l'arrondissement de Wartburg, Land de Thuringe.

## Géographie
Marksuhl se situe dans la forêt de Thuringe.
La commune comprend Burkhardtroda, Eckardtshausen, Förtha et Marksuhl.
| Gerstungen  | Eisenach Wolfsburg-Unkeroda       | Wutha-Farnroda |
| Berka/Werra | Marksuhl                          | Ruhla          |
| Frauensee   | Ettenhausen an der Suhl Tiefenort | Moorgrund      |

Marksuhl se trouve sur la Bundesstraße 84 et la ligne d'Eisenach à Lichtenfels.

## Histoire
Marksuhl est mentionné pour la première fois en 900 dans une donation à l'abbaye de Fulda. Le village se développe à cause de sa proximité avec Eisenach et au pont de Vacha.
En 1572, à la suite du partage d'Erfurt, Marksuhl appartient au duché de Saxe-Cobourg-Eisenach, nouvel état. Jean-Ernest de Saxe-Eisenach fait bâtir en 1587 un château.
Au cours de la guerre de Trente ans, Marksuhl est sérieusement blessé. Au début, une épidémie de grippe éclate en 1634 et fait 139 morts, et en 1635 la peste suit avec plus de 150 morts. L'endroit est ravagé plusieurs fois au cours de la guerre, les habitants fuient pendant des mois dans les forêts, puis connaissent la famine jusqu'en 1639.
Eckhardtshausen est de 1611 à 1671 la scène d'une chasse aux sorcières : neuf femmes subissent un procès, six sont exécutées.

## Source de la traduction
- (de) Cet article est partiellement ou en totalité issu de l’article de Wikipédia en allemand intitulé « Marksuhl » (voir la liste des auteurs).